# انوار الحق کاکر
انوار الحق کاکر (اردو: انوار الحق کاکڑ ; پشتو: انوار الحق کاکړ‎ ; متولد ۱۹۷۱) یک سیاستمدار اهل پاکستان است که به‌عنوان طولانی‌ترین نخست‌وزیر موقت پاکستان خدمت کرده‌است. وی پیش از این از سال ۲۰۱۵ تا ۲۰۱۷ به عنوان سخنگوی دولت بلوچستان فعالیت می‌کرد.

## سال‌های نخست زندگی و تحصیلات
کاکر در ۱۵ مه ۱۹۷۱ در قله سیف‌الله بلوچستان در یک خانواده برجسته پشتون از طبقه متوسط به دنیا آمد. پدربزرگش دکتر نور محمد کاکر پزشک شخصی خان کلات بود، پدرش احتشام الحق کاکر کارمند دولت بود. قبیله کاکار که او به آن تعلق دارد به ویژه در نواحی شمالی بلوچستان تأثیرگذار هستند.
کاکار در مدرسه سنت فرانسیس کویته تحصیل کرد و بعداً به کالج کادت کوهات رفت. وی دارای مدرک کارشناسی ارشد در رشته علوم سیاسی و جامعه‌شناسی است که در دهه ۱۹۹۰ از دانشگاه بلوچستان فارغ‌التحصیل شد. او همچنین تلاش کرد در رشته حقوق در دانشگاه بیرکبک، دانشگاه لندن در انگلستان تحصیل کند، اما این برنامه را تکمیل نکرد.
او در سال ۲۰۰۵ به پاکستان بازگشت.